# Marquesado de Albo
El marquesado de Albo fue un título nobiliario español creado por el rey Fernando VII en 1814 en favor de Manuel de Villanueva y Oyagüe, brigadier de los Reales Ejércitos, capitán de Granaderos y caballero de la Orden de Calatrava.
El título, que es una continuación de otro denominado «del Solar de Villanueva» (1775), fue concedido el 22 de noviembre de 1814 al mencionado brigadier, rehabilitado durante la dictadura de Francisco Franco y anulado en 2021 por el Consejo de Ministros tras quedar demostrado el fraude en la rehabilitación.

## Marqueses de Albo
| Titular                               | Titular                                      | Periodo                   |
| Creación por Fernando VII             | Creación por Fernando VII                    | Creación por Fernando VII |
| ------------------------------------- | -------------------------------------------- | ------------------------- |
| I                                     | Manuel de Villanueva y Oyagüe                | 1814-1836                 |
| II                                    | Francisco de Paula Malgarejo y Montes de Oca | 1850-1852                 |
| Rehabilitación por Francisco Franco   |                                              |                           |
| III                                   | Luciano de Albo y Cadina                     | 1965-1967                 |
| IV                                    | Luciano Albo y Álvarez                       | 1979-2018                 |
| Anulación por el Consejo de Ministros |                                              |                           |

## Historia de los marqueses de Albo
I. Manuel de Villanueva y Oyagüe (Lima, Virreinato del Perú, 14 de agosto de 1773-Madrid, 24 de mayo de 1836), i marqués de Albo, fue un militar español que participó en la guerra de la Convención y en la guerra anglo-española, así como en la guerra de la Independencia española. Posteriormente fue guardia real, pasando a servir en la casa del infante Francisco de Paula de Borbón. Alcanzó el empleo de mariscal de campo (equivalente a general de división) y fue caballero gran cruz de las órdenes de San Fernando y San Hermenegildo.
Según relata un dictamen del año 2020 del Consejo de Estado, el rey Carlos III le había concedido en el año 1775 el Marquesado del Solar de Villanueva a su tío, que no llegó a surtir efectos por dificultades económicas, renunciando a este título y falleciendo en 1789 sin descendencia. Años después, su sobrino, Manuel de Villanueva, solicitó al rey Fernando VII la nulidad de esa renuncia y la restitución del marquesado con una nueva denominación, cosa que le fue concedida, convirtiéndose en el primer marqués de Albo.
Falleció en 1836, soltero y sin descendencia, y sin que nadie solicitara la sucesión. Posteriormente, en 1849 un pariente colateral suyo solicitó la sucesión, que le fue concedida al año siguiente:
II. Francisco de Paula Malgarejo y Montes de Oca (1776-1852), ii marqués de Albo.
Falleció en 1852, sin descendencia y sin que nadie solicitara la sucesión. Se cursaron varias solicitudes de rehabiltiación entre 1919 y 1953, sin éxito. En 1965, le sucedió, por rehabilitación:
III. Luciano Albo y Cadina (m. 1967), iii marqués de Albo.
En 1979, le sucedió su hijo:
IV. Luciano Albo y Alvarez (m. Castilleja de la Cuesta, 5 de enero de 2018), iv marqués de Albo.

## Anulación
Solicitada la sucesión por los descendientes del iv marqués, la Diputación Permanente y Consejo de la Grandeza de España y Títulos del Reino realizó una exhaustiva investigación en la que concluyó que no se podía comprobar la veracidad de la documentación aportada para la solicitud de rehabilitación del año 1965, ya que la genealogía presentada «fue consciente y deliberadamente falsificada» para hacer pasar al solicitante por descendiente del primer marqués, por lo que recomendó la nulidad de dicho acto y de los que le sucedieron. En el mismo sentido dictaminó el Consejo de Estado.
Por Acuerdo del Consejo de Ministros de 21 de septiembre de 2021 se declaró la nulidad de pleno derecho del Decreto de 22 de julio de 1965, por el que se reconoció el derecho a ostentar dicho título, y del correspondiente Despacho de 3 de diciembre de 1965, así la Real Carta de Sucesión expedida a su hijo el 5 de mayo de 1979.
Por tanto, a todos los efectos el último titular fue Francisco de Paula Malgarejo y Montes de Oca, quedando el título como caducado y sin posibilidad de rehabilitación por haber trascurrido 40 años desde esta.